# Gymnotus omarorum
Gymnotus omarorum är en fiskart som beskrevs av Richer-de-forges, Crampton och Albert 2009. Gymnotus omarorum ingår i släktet Gymnotus och familjen Gymnotidae. Inga underarter finns listade i Catalogue of Life.